# Lỗ vành nhật hoa
Các lỗ vành nhật hoa là các khu vực nơi vành nhật hoa của Mặt trời lạnh hơn, do đó tối hơn và có mật độ plasma thấp hơn trung bình vì có mức năng lượng và khí thấp hơn. Các lỗ vành nhật hoa là một phần của vành nhật hoa của Mặt trời và liên tục thay đổi và định hình lại vì vành nhật hoa không đồng nhất. Mặt trời chứa các từ trường cong ra khỏi các khu vực trong vành nhật hoa rất mỏng do mức năng lượng và khí thấp hơn,  khiến các lỗ vành xuất hiện khi chúng không rơi trở lại. Do đó, các hạt năng lượng mặt trời thoát ra với tốc độ đủ lớn để tạo ra mật độ thấp hơn và nhiệt độ thấp hơn trong khu vực đó.

Hình ảnh từ trường lỗ từ vành nhật hoa cho thấy những gì xảy ra khi các đường trường không rơi trở lại, và thay vào đó cho phép gió mặt trời thoát ra

## Những khám phá đầu tiên
Vào những năm 1960, chúng đã xuất hiện trên các hình ảnh tia X được chụp bằng tên lửa và trong các quan sát ở bước sóng vô tuyến của kính viễn vọng vô tuyến Sydney Chris Cross, nhưng tại thời điểm đó vẫn chưa rõ chúng là gì. Bản chất thực sự của chúng được công nhận vào những năm 1970 khi các kính viễn vọng tia X trong nhiệm vụ Skylab được bay trên bầu khí quyển của Trái đất để tiết lộ cấu trúc của vành nhật hoa.

## Chu kỳ mặt trời
Kích thước lỗ vành nhật hoa và mật độ tương ứng với chu kỳ mặt trời. Khi Mặt trời hướng về phía hệ mặt trời tối đa, các lỗ vành nhật hoa sẽ di chuyển ngày càng gần các cực của Mặt trời.  Trong thời gian cực đại mặt trời, số lượng lỗ vành nhật hoa giảm dần cho đến khi từ trường trên Mặt trời đảo ngược. Sau đó, các lỗ vành nhật hoa mới xuất hiện gần các cực mới. Các lỗ vành nhật hoa sau đó tăng kích thước và số lượng, kéo dài ra xa hơn khỏi các cực khi Mặt trời di chuyển về phía mặt trời tối thiểu một lần nữa. Có các lỗ vành nhật hoa vĩnh viễn ở hai cực bắc và nam của Mặt trời.

## Lỗ vành nhật hoa và gió mặt trời
Các lỗ vành nhật hoa thường xả gió mặt trời với tốc độ trung bình gấp đôi. Gió mặt trời thoát được biết là đi dọc theo các đường sức từ mở đi qua khu vực lỗ vành nhật hoa. Vì các lỗ vành nhật hoa là các khu vực trong vành nhật hoa của Mặt trời có mật độ và nhiệt độ thấp hơn nhiều so với hầu hết các vành nhật hoa, nên các khu vực này rất mỏng. Độ mỏng này góp phần tạo ra gió mặt trời vì các hạt trong tầng quyển có thể dễ dàng xuyên qua hơn.

## Ảnh hưởng đến thời tiết không gian
Khi các lỗ vành nhật hoa đạt cực tiểu, mặt trời là nguồn chính của sự xáo trộn thời tiết không gian. Thông thường, các cơn bão địa từ (và proton) có nguồn gốc từ các lỗ vành nhật hoa có sự khởi đầu dần dần (qua nhiều giờ) và không nghiêm trọng như các cơn bão gây ra bởi sự phóng đại khối (CME), thường khởi phát đột ngột. Do các lỗ vành nhật hoa thực tế có thể kéo dài trong vài tháng, nên thường có thể dự đoán sự tái phát của loại rối loạn này xa hơn đáng kể so với các rối loạn liên quan đến CME.